# Seznam poslanců Poslanecké sněmovny Říšské rady (1901–1907)
Toto je seznam poslanců Poslanecké sněmovny Říšské rady ve volebním období 1901–1907. Zahrnuje všechny členy Poslanecké sněmovny předlitavské (rakouské) Říšské rady v X. funkčním období od voleb do Říšské rady roku 1901 až do voleb do Říšské rady roku 1907.

## Poslanecké kluby

### Rozložení klubů po volbách
Počátkem února 1901 se na Říšské radě uvádí 20 rodících se poslaneckých klubů:
- Polský klub, 61 členů
- Český svobodomyslný klub, 53 členů
- Německá strana lidová, 48 členů
- Německá strana pokroková, 32 členů
- Německý klub středu (klerikálové), 30 členů[2][pozn 1], předseda Viktor Fuchs[3]
- Ústavověrní velkostatkáři, 30 členů
- Křesťansko-sociální sdružení (antisemité), 25 členů, předseda Karl Lueger[4]
- Všeněmecké sdružení (schönererovci), 21 členů
- Čeští konzervativní velkostatkáři, 19 členů
- Vlachové (Italové, oficiálně Unione Italiana[5]), 19 členů, předseda Valeriano Malfatti[5]
- Jihoslovanský klub (též Chorvatsko-slovinský nebo Slovinsko-chorvatský klub), 16 členů (z toho 10 Chorvatů a 6 liberálních Slovinců), předseda Vicko Ivčević[6]
- Slovanský střed, 15 členů (z toho 9 Slovinců, 4 odvislí Rusové a 2 čeští klerikálové z Moravy), předseda Ivan Šusteršič[7]
- Sociální demokraté, 10 členů
- Polská lidová strana, 8 členů
- Neodvislí Rusové, 5 členů, předseda Julian Romančuk[8]
- Rumuni, 5 členů
- Sdružení českých agrárníků, 5 členů
- Němečtí agrárníci, 4 členové, předseda Franz Peschka[9]
- Sdružení českých národních socialistů, 4 členové
- Moravská strana středu, 3 členové
- 11 poslanců uváděno zatím bez klubové příslušnosti (polský radikál Ernest Breiter, arménský Polák Zacharias Bohosiewicz, nerozhodný Rus Jerotej Pihuljak, dva Srbové z Dalmácie a šest německých poslanců)

### Pozdější změny v rozložení klubů
- V květnu 1901 vznikl Jihoslovanský pokrokový klub s 6 členy. Přešli do něj 4 liberální Slovinci z Jihoslovanského klubu a 2 srbští poslanci z Dalmácie.[10][11]
- V červnu 1902 se spojily kluby Slovanský střed a Jihoslovanský (slovinsko-chorvatský) klub. Nový klub měl 28 členů.[12]

- V květnu 1906 se na Říšské radě uvádějí následující politické strany a kluby: Německá lidová strana, Německá pokroková strana, Klub středu (na společné fotografii vyobrazeno 26 poslanců), Křesťansko-sociální sjednocení, Sociálně demokratický svaz (10 poslanců), Freier Verband alldeutscher Abgeordneter (8 poslanců), Moravská strana středu, Polský klub (33 členů), Skupina poslanců českého konzervativního velkostatku (15 členů), Klub českých poslanců (36 členů), Česká národně sociální jednota (6 členů), Klub českých agrárníků (4 členové), Polská lidová strana (4 členové), Rusínský klub (8 členů), Německá rolnická strana (5 poslanců), Rumunský klub (5 členů), Italské slednocení (18 členů).[13]

## Seznam poslanců
| Jméno                            | Kurie                            | Volební obvod                                                            | Korunní země      | Klub/ Strana                                                                         | Poznámka |
| -------------------------------- | -------------------------------- | ------------------------------------------------------------------------ | ----------------- | ------------------------------------------------------------------------------------ | --- |
| Abrahamowicz Dawid               | VS                               |                                                                          | HA                | Polský klub                                                                          | |
| Abrahamowicz Eugeniusz           | VS                               |                                                                          | HA                | Polský klub                                                                          | Zemř. 5. 1. 1905. |
| Acquaroli Giuseppe               | I. volič. sbor                   |                                                                          | TE                | Italský liberál, Italské sjednocení                                                  | Zemř. 1904. |
| Adler Viktor                     | VŠ                               | Liberec atd.                                                             | ČE                | Soc. dem. (německý)                                                                  | Nastoup. 28. 11. 1905 za J. Hannicha.                                                                                |
| Aehrenthal Felix                 | VS (nefideikomis.)               |                                                                          | ČE                | Ústavověr. velkostatk.                                                               | |
| Albrecht Hugo                    | M                                | M. Třebová, Svitavy, Březová n. S. atd.                                  | MO                | Německá radik. str., r. 1906 Něm. lid. str.                                          | Nastoup. 5. 2. 1901.                                                                                                 |
| Antonelli Giacomo                | VO                               | Gradiška, Cormòns, Cervignano del Friuli atd.                            | GG                | Italský liberál, Italské sjednocení                                                  | |
| Attems Edmund                    | VS                               |                                                                          | ŠT                | Ústavověr. velkostatk.                                                               | |
| Auspitz Rudolf                   | OŽK                              | Brno                                                                     | MO                | Německá pokrok. str.                                                                 | Rezign. 17. 1. 1903.                                                                                                 |
| Axmann Julius                    | VŠ                               | Vídeň (Neubau, Josefstadt, Alsergrund, Rudolfsheim, Fünfhaus)            | DR                | Křesť. soc. str.                                                                     | |
| Baernreither Josef Maria         | VS (nefideikomis.)               |                                                                          | ČE                | Ústavověr. velkostatk.                                                               | |
| Baltazzi Aristides               | VS                               |                                                                          | MO                | Kompromis. kand. (Str. středu), Mor. str. středu                                     | |
| Barbo-Waxenstein Josef A.        | VS                               |                                                                          | KR                | Německý liberál                                                                      | |
| Bareuther Ernst                  | M                                | Cheb, F. Lázně, Aš atd.                                                  | ČE                | Německá radik. str.                                                                  | Zemř. 17. 8. 1905.                                                                                                   |
| Bartoli Matteo                   | M/OŽK                            | Poreč, Koper, Piran, atd./Rovinj                                         | IS                | Italský liberál, Italské sjednocení                                                  | |
| Barvinskyj Oleksandr             | VO                               | Brody, Kamionka Strumiłowa atd.                                          | HA                | Umírněný Rusín, Slovanský střed, r. 1906 Rusínský klub                               | |
| Basevi Giuseppe                  | OŽK                              |                                                                          | TE                | Italský kand., Italské sjednocení                                                    | Rezign. v březnu 1905.                                                                                               |
| Battaglia Roger                  | M                                | Tarnów, Bochnia                                                          | HA                | Polský klub                                                                          | Nastoup. 24. 4. 1906.                                                                                                |
| Baumgartner Cölestin             | VS                               |                                                                          | HR                | Konzervativec, Klub středu                                                           | |
| Baumgartner Georg                | VŠ                               | Steyr, Gmunden, Kirchdorf, Vöcklabruck                                   | HR                |                                                                                      | Nastoup. 8. 3. 1904 místo L. Kerna.                                                                                  |
| Baxa Karel                       | M                                | Praha (Staré Město)                                                      | ČE                | Česká nár. soc. str.                                                                 | Nastoup. 26. 3. 1903 místo Q. Bělského.                                                                              |
| Bazzanella Emanuele              | VO                               | Trento, Borgo atd.                                                       | TY                | Italský nár. klerikál, Italské sjednocení                                            | |
| Bečvář Filip                     | VŠ                               | Čáslav, Chotěboř, Přibyslav atd.                                         | ČE                | Mladočech, Klub č. poslanců                                                          | |
| Belcredi Ludvík                  | VS (nefideikomis.)               |                                                                          | ČE                | Český konzervativec                                                                  | Zvolen za fideikomis. velkostatek, 17. 10. 1901 rezign., nastoupil znovu 12. 12. 1902 za nefideikomis. velkostatek   |
| Bělský Quido                     | M                                | Praha (St. Město)                                                        | ČE                | Mladočech                                                                            | Rezign. v lednu 1903.                                                                                                |
| Bendel Josef                     | M                                | Znojmo, Dačice, Jemnice atd.                                             | MO                | Něm. pokrok. str.                                                                    | Nastoup. 19. 6. 1903.                                                                                                |
| Bennati Felice                   | VŠ                               |                                                                          | IS                | Italský liberál, Italské sjednocení                                                  | |
| Berger Rudolf                    | M                                | Jablonec, Hodkovice n. M., Smržovka atd.                                 | ČE                | Německá radik. str.                                                                  | Rezign. v prosinci 1906.                                                                                             |
| Berks Hugo                       | VO                               | Celje, Brežice atd.                                                      | ŠT                | Slovinský kand., Slovanský střed                                                     | Zemř. 6. 4. 1906. |
| Beurle Karl                      | M                                | Freistadt, Leonfelden, Oberneukirchen atd.                               | HR                | Německá lid. str.                                                                    | |
| Biankini Juraj                   | VO                               | Dubrovník, Korčula atd.                                                  | DA                | Chorvatská str. práva, Jihoslovanský klub                                            | |
| Binder Wilhelm                   | M                                | Biała, N. Sącz, Wieliczka                                                | HA                | Ofic. polský kand.                                                                   | |
| Błażowski Julian                 | VS                               | Berežany                                                                 | HA                | Polský klub                                                                          | |
| Błażowski Marjan                 | VO                               | Bučač, Čortkiv atd.                                                      | HA                | Ofic. polský kand.                                                                   | |
| Bleikolm Anton                   | VO                               | Judenburg, Murau, Liezen atd.                                            | ŠT                | Německý agrárník, Klub německé agr. str.                                             | |
| Blöchl Franz                     | VO                               | Freistadt, Perg atd.                                                     | HR                | Konzervativec, Klub středu                                                           | |
| Bobrzyński Michał                | VS                               |                                                                          | HA                | Polský klub                                                                          | Nastoup. 17. 11. 1903 místo H. Czecz-Lindenwalda.                                                                    |
| Böheim Josef                     | M                                | Linz, Urfahr, Ottensheim atd.                                            | HR                | Německá lid. str.                                                                    | |
| Bohosiewicz Zacharias            | VS                               | II. volič. sbor                                                          | BU                | Arméno-Polák                                                                         | |
| Bojko Jakub                      | VO                               | Tarnów, Pizno, Dąbrowa Tarnowska atd.                                    | HA                | Polská lid. str.                                                                     | |
| Bomba Antoni                     | VŠ                               | Rzeszów, Ropczyce, Dębica atd.                                           | HA                | Stojałowského skupina, klub Polské lid. str.                                         | |
| Borčić Lovro                     | M/OŽK                            | Split, Makarska, Dubrovník atd./Split, Dubrovník                         | DA                | Chorvatský kand., Jihoslovanský klub                                                 | Nastoup. 5. 2. 1901.                                                                                                 |
| Brdlík Josef                     | OŽK                              | Budějovice                                                               | ČE                | Mladočech                                                                            | |
| Breiter Ernest                   | VŠ                               | Město Lvov                                                               | HA                | Nezáv. socialista                                                                    | |
| Breza Fryderyk August            | VS                               |                                                                          | HA                | Polský klub                                                                          | Nastoup. 24. 4. 1906.                                                                                                |
| Bromovský Josef                  | OŽK                              | Praha                                                                    | ČE                | Mladočech                                                                            | |
| Brzorád Eduard                   | VO                               | N. Brod, Polná, Ledeč atd.                                               | ČE                | Mladočech                                                                            | |
| Březnovský Václav                | VŠ                               | Praha Karlín a Smíchov                                                   | ČE                | Mladočech, Klub č. poslanců                                                          | |
| Buchmüller Anton                 | M                                | Bruck, Leoben, atd.                                                      | ŠT                | Německá lid. str.                                                                    | Nastoup. 17. 7. 1906.                                                                                                |
| Byk Emil                         | M                                | Brody, Zoločiv                                                           | HA                | Ofic. polský kand.                                                                   | Zemř. 23. 6. 1906.                                                                                                   |
| Cingr Petr                       | VŠ                               | Těšín, Fryštát, Bílsko atd.                                              | SL                | Soc. dem. (český)                                                                    | |
| de Combi Cesare                  | OŽK                              | TE                                                                       | TE                |                                                                                      | Zvolen 3. 5. 1905 místo G. Baseviho, nesložil slib, zemřel 28. 2. 1906.                                              |
| Conci Enrico                     | VO                               | Cles, Cavalese atd.                                                      | TY                | Italský nár. klerikál, Italské sjednocení                                            | |
| Ćwikliński Ludwik                | M                                | Tarnopol, Berežany                                                       | HA                | Ofic. polský kand.                                                                   | Rezign. oznámena 8. 2. 1902.                                                                                         |
| Czaykowski Władysław             | VS                               |                                                                          | HA                | Polský klub                                                                          | |
| Czecz-Lindenwald Hermann         | VS                               |                                                                          | HA                | Polský klub                                                                          | Rezign. oznámena na sch. 23. 9. 1903.                                                                                |
| Czernin Eugen                    | VS (fideikomis.)                 |                                                                          | ČE                | Český konzervativec                                                                  | [ 44 ] |
| Černý Josef                      | VŠ                               | Jičín, Hořice, N. Bydžov atd.                                            | ČE                | Česká nár. soc. str.                                                                 | |
| Čipera Josef                     | M                                | Plzeň                                                                    | ČE                | Klub č. poslanců                                                                     | Nastoup. 8. 3. 1904 místo F. Schwarze.                                                                               |
| Damm Hans                        | VS (nefideikomis.)               |                                                                          | ČE                | Ústavověr. velkostatk.                                                               | |
| Danielak Michał                  | VŠ                               | Nowy Sącz, Limanowa, N. Targ atd.                                        | HA                | Antisemitský nacionál                                                                | |
| Daschl Leopold                   | VO                               | Krems, Gföhl, Kirchberg a. Wagram, Horn atd.                             | DR                | Křesť. soc. str.                                                                     | |
| Daszyński Ignacy                 | VŠ                               | Město Krakov                                                             | HA                | Soc. dem. (polský)                                                                   | |
| Delugan Baldassare               | VŠ                               | Trento, Borgo, Primiero atd.                                             | TY                | Italský nár. klerikál, Italské sjednocení                                            | |
| Demel von Elswehr Leonhard       | M                                | Těšín, Frýdek, Fryštát atd.                                              | SL                | Německá pokrok. str.                                                                 | |
| Derschatta v. Standhalt Julius   | M                                | Št. Hradec (předměstí)                                                   | ŠT                | Německá lid. str.                                                                    | |
| Deym ze Stříteže Bedřich         | VS (nefideikomis.)               | Budějovice                                                               | ČE                | Český konzervativec;                                                                 | |
| Dierzer von Traunthal Emil       | OŽK                              | Linec                                                                    | HR                | Německá pokrok. str.                                                                 | Zemř. 15. 2. 1904.                                                                                                   |
| Di Pauli Josef                   | VO                               | Bolzano, Merano atd.                                                     | TY                | Katol. str. lidová, Klub středu                                                      | Rezign. oznámena na sch. 31. 1. 1901.                                                                                |
| Dlužanskyj Ivan                  | VO                               | Kolomyja, Kosiv, Sňatyn atd.                                             | HA                | Umírněný Rusín, starorusín, Jihoslovanský klub, od r. 1906 Polský klub               | [ 47 ] |
| Dobernig Josef Wolfgang          | M                                | Klagenfurt                                                               | KO                | Německá lid. str.                                                                    | |
| Doblhofer Josef                  | VO                               | Ried, Braunau am Inn atd.                                                | HR                | Konzervativec, Klub středu                                                           | |
| Doblhoff-Dier Heinrich           | VS                               |                                                                          | DR                | Ústavověr. velkostatk.                                                               | |
| Doboszyński Adam                 | VŠ                               | Přemyšl, Mostiska, Rudki atd.                                            | HA                | Ofic. polský kand.                                                                   | |
| Dobřenský Jan ml.                | VS                               |                                                                          | ČE                | Č. konzerv. velkost.                                                                 | Nastoup. 28. 11. 1905.                                                                                               |
| Dötz August                      | VŠ                               | Krems, Horn, Zwettl, Waidhofen a. d. Thaya atd.                          | DR                | Německá radik. str.                                                                  | |
| Drexel Johann                    | M/OŽK                            | Bregenz, Feldkirch, Bludenz, atd. /Feldkirch                             | VO                | Německá lid. str.                                                                    | Zemř. 11. 10. 1905.                                                                                                  |
| Dubsky Guido                     | VS                               |                                                                          | MO                | Kompromis. kand. (ústavověr.)                                                        | |
| Dürckheim Georg Friedrich        | VS                               |                                                                          | HR                | Konzervativec, Klub středu                                                           | |
| Dulęba Władysław                 | M                                | Tarnopol, Berežany                                                       | HA                |                                                                                      | Nastoup. 16. 5. 1902 místo L. Ćwiklińského.                                                                          |
| Dulibić Ante                     | M/OŽK                            | Zadar, Šibenik/Zadar                                                     | DA                |                                                                                      | Nastoup. 17. 11. 1904 místo A. Šupuka.                                                                               |
| Dungel Adalbert                  | VS                               |                                                                          | DR                | Konzervativec, uvaž. o vstupu do Klubu středu                                        | Slož. slib 28. 1. 1901.                                                                                              |
| Dvořák Jan                       | M                                | Příbram, Březové Hory, Hořovice                                          | ČE                | Mladočech                                                                            | Nastoup. 16. 10. 1902 místo I. Hořici, rezign. oznámena na sch. 8. 3. 1904. Nahradil ho L. Klumpar.                  |
| Dvořák Ladislav                  | M                                | Písek, Domažlice, Klatovy atd.                                           | ČE                | Klub č. poslanců                                                                     | Nastoup. 1. 5. 1902 místo V. Kurze.                                                                                  |
| Dvořák Václav                    | VO                               | Budějovice, Třeboň, Týn n. V. atd.                                       | ČE                | Mladočech                                                                            | Složil slib 5. 2. 1901.                                                                                              |
| Dyk Emanuel                      | VO                               | Plzeň, Kralovice, Klatovy, Přeštice atd.                                 | ČE                | Mladočech, Klub č. poslanců                                                          | |
| Dzieduszycki Karol               | VO                               | Stryj, Žydačiv, Drohobyč atd.                                            | HA                | Ofic. polský kand.                                                                   | Zemř. 14. 9. 1902.                                                                                                   |
| Dzieduszycki Wojciech            | VS                               |                                                                          | HA                | Polský klub                                                                          | |
| Ebenhoch Alfred                  | VO                               | Wels, Vöcklabruck, atd.                                                  | HR                | Klub středu                                                                          | Nastoup. 3. 3. 1903 místo J. Wengera.                                                                                |
| Ehrenfels Bernhard               | VS                               |                                                                          | DR                | Ústavověr. velkostatk.                                                               | |
| Einspinner August                | M                                | Hartberg, Friedberg, Pöllau, Vorau, Feldbach atd.                        | ŠT                | Německá lid. str.                                                                    | Složil slib 24. 4. 1906.                                                                                             |
| Eisenkolb Anton                  | M                                | Ústí, Chabařov, Teplice atd.                                             | ČE                | Německá radik. str.                                                                  | |
| Eisterer Johann                  | VO                               | Schärding, Eferding atd.                                                 | HR                | Klub středu                                                                          | Nastoup. 30. 3. 1906 místo J. Zehetmayra.                                                                            |
| Eldersch Matthias                | VŠ                               | Opava, Bruntál, Krnov atd.                                               | SL                | Soc. dem. (německý)                                                                  | |
| Ellenbogen Wilhelm               | VŠ                               | Vídeň (vnitř. město, Leopoldstadt, Brigittenau)                          | DR                | Soc. dem. (německý)                                                                  | |
| Eltz Alfred                      | VS                               |                                                                          | DR                | Ústavověr. velkostatk.                                                               | |
| d'Elvert Heinrich                | M                                | Brno                                                                     | MO                | Německá pokrok. str.                                                                 | |
| Endres Franz                     | OŽK                              | Leoben                                                                   | ŠT                | Německá pokrok. str.                                                                 | Rezign. oznámena na sch. 8. 4. 1902.                                                                                 |
| Erb Leopold                      | M                                | Steyr, Kirchdorf, atd.                                                   | HR                | Něm. lid. str.                                                                       | Nastoup. 16. 10. 1902 místo J. Redla.                                                                                |
| Erler Eduard                     | M/OŽK                            | Innsbruck, Hall, Rattenberg atd./Innsbruck                               | TY                | Německá lid. str.                                                                    | |
| Etz August                       | VŠ                               | Wels, Eferding, Ried atd.                                                | HR                | Katol. str. lidová, Klub středu                                                      | |
| Ferjančič Andrej                 | M                                | Postojna, Idrija, Vrhnika atd.                                           | KR                | Slovinský liberál, Jihoslovanský klub                                                | |
| Ferri Juraj                      | VO                               | Zadar, Pag, Rab atd.                                                     | DA                | Chorvatská str. práva, Jihoslovanský klub                                            | |
| Fiedler František                | M                                | Karlín, Smíchov                                                          | ČE                | Mladočech                                                                            | Nastoup. 29. 10. 1901 místo J. Kaizla.                                                                               |
| Fijak Maciej                     | VŠ                               | Wadowice, Biała, Chrzanów atd.                                           | HA                | Stojałowského skupina, klub Polské lid. str.                                         | |
| Fink Jodok                       | VO                               | Bregenz atd.                                                             | VO                | Křesť. soc. str. n. samost. kand., r. 1906 Křesť. soc. str.                          | |
| Flondor Tudor                    | VŠ                               | Rădăuți, Siret, Storožynec atd.                                          | BU                | Rumunský klub                                                                        | Nastoup. 22. 10. 1901 místo D. Isopescula.                                                                           |
| Foerg Heinrich                   | VŠ                               | Innsbruck, Schwaz, Kufstein atd.                                         | TY                | Německý konzervativec., Klub středu                                                  | |
| Formánek Václav                  | VŠ                               | Hr. Králové, N. Město n. M., Opočno atd.                                 | ČE                | Mladočech, Klub č. poslanců                                                          | |
| Fořt Josef                       | M                                | Kolín, Poděbrady, Kouřim atd.                                            | ČE                | Mladočech                                                                            | Rezign. oznámena na sch. 28. 11. 1905.                                                                               |
| Fresl Václav                     | VŠ                               | Plzeň, Blovice, Rokycany atd.                                            | ČE                | Česká nár. soc. str.                                                                 | |
| Freudenthal Karl                 | VS                               |                                                                          | DR                | Ústavověr. velkostatk.                                                               | |
| Fuchs Viktor                     | VO                               | St. Johann, Tamsweg, Zell am See                                         | SA                | Katol. str. lidová, Klub středu                                                      | |
| Fürstl von Teichek Rudolf        | VS (nefideikomis.)               |                                                                          | ČE                | Ústavověr. velkostatk.                                                               | |
| Funke Alois                      | M                                | Litoměřice, Lovosice, Terezín atd.                                       | ČE                | Německá pokrok. str.                                                                 | |
| Gaberščik Oskar                  | VO                               | Gorice, Tolmin, Bovec                                                    | GG                | Slovinský liberál, Jihoslovanský klub                                                | |
| Garapich Michał                  | VS                               | Tarnopol                                                                 | HA                | Polský klub                                                                          | Rezign. oznámena na sch. 30. 1. 1906.                                                                                |
| Gasteiger Karl                   | M                                | Judenburg, Neumarkt, Murau atd.                                          | ŠT                | Německá lid. str.                                                                    | Nastoup. 17. 10. 1901 místo H. Reichera.                                                                             |
| Gessmann Albert                  | M                                | Vídeň (Neubau)                                                           | DR                | Křesť. soc. str.                                                                     | |
| Giżowski Juliusz                 | VO                               | Sambir, Staryj Sambir, Turka, atd.                                       | HA                | Ofic. polský kand.                                                                   | |
| Głąbinski Stanislaw              | M                                | Lvov                                                                     | HA                | Polský klub                                                                          | Nastoup. 20. 5. 1902 místo Tadeusze Romanowicze.                                                                     |
| Glöckner Adolf                   | VO                               | Liberec, Č. Dub, Jablonec atd.                                           | ČE                | Německá pokrok. str., r. 1906 Něm. agr. str.                                         | |
| Gmachl Johann                    | VS                               |                                                                          | SA                | Kand. sjednoc. německých stran (Německá lid. str.), Klub německé agr. str.           | |
| Gniewosz Władysław               | VS                               | Zoločiv                                                                  | HA                | Polský klub                                                                          | Nastoup. 24. 1. 1905 místo A. Jaworského.                                                                            |
| Gniewosz Włodzimierz             | VS                               | Sanok                                                                    | HA                | Polský klub                                                                          | |
| Gold Josef                       | M                                | Zoločiv, Brody                                                           | HA                | Polský klub                                                                          | Nastoup. 25. 9. 1906 místo E. Byka.                                                                                  |
| Gołuchowski Adam                 | VO                               | Terebovlja, Husjatyn                                                     | HA                | Ofic. polský kand.                                                                   | |
| Górski Antoni                    | VS                               | Krakov                                                                   | HA                |                                                                                      | Nastoup. 28. 11. 1905 místo A. Wodzického.                                                                           |
| Górski Piotr                     | VS                               | Nowy Sącz                                                                | HA                | Polský klub                                                                          | |
| Götz Leopold                     | M                                | Mikulov, Hustopeče, Hodonín atd.                                         | MO                | Německá pokrok. str.                                                                 | |
| Grabmayr Karl                    | VS                               |                                                                          | TY                | Ústavověr. velkostatk.                                                               | |
| Grafinger Franz                  | VO                               | Gmunden, Kirchdorf                                                       | HR                | Konzervativec, Klub středu                                                           | |
| Gratzhofer Anton                 | M                                | St. Veit, Feldkirchen, Friesach atd.                                     | KO                | Německá lid. str.                                                                    | |
| Gregorčič Anton                  | VŠ                               | Gorice, Tolmin, Cerkno atd.                                              | GG                | Slovinský nár. konzervativec, Slovanský střed                                        | |
| Grégr Eduard                     | VO                               | Roudnice, Louny, Mělník atd.                                             | ČE                | Mladočech                                                                            | |
| Grek Michał                      | M                                | Rzeszów, Jarosław                                                        | HA                | Ofic. polský kand. (demokrat)                                                        | |
| Größl Wenzel                     | VO                               | Prachatice, Vimperk, Volary atd.                                         | ČE                | Německá pokrok. str., r. 1906 Něm. agr. str.                                         | |
| Groß Gustav                      | M                                | Jihlava, Třebíč, Velké Meziříčí                                          | MO                | Německá pokrok. str.                                                                 | |
| Günther Otto                     | M                                | Bílsko, Strumień, Skočov atd.                                            | SL                | Něm. pokrok. str.                                                                    | Nastoup. 28. 11. 1905 místo T. Haaseho.                                                                              |
| Haase Theodor                    | M                                | Bílsko, Strumień, Skočov atd.                                            | SL                | Německá pokrok. str.                                                                 | Slib slož. 23. 2. 1901, v srpnu 1905 přešel do Panské sněmovny.                                                      |
| Hackelberg-Landau Rudolf A.      | VS                               |                                                                          | ŠT                | Ústavověr. velkostatk.                                                               | Zemř. 2. 6. 1903. |
| Hagenhofer Franz                 | VO                               | Hartberg, Weiz                                                           | ŠT                | Konzervativec, Klub středu                                                           | |
| Haider Josef                     | VŠ                               | Salzburg, Golling, St. Johann atd.                                       | SA                | Společ. kand. německých liberálů a nacionálů, r. 1906 Něm. lid. str.                 | |
| Hájek Max                        | OŽK                              | Plzeň                                                                    | ČE                | Mladočech                                                                            | |
| Hanich Alwin                     | VŠ                               | Žatec, Kadaň, Přísečnice atd.                                            | ČE                | Německá radik. str.                                                                  | |
| Hanisch Friedrich                | OŽK                              | Št. Hradec                                                               | ŠT                | Německá lid. str.                                                                    | |
| Hannich Josef                    | VŠ                               | Liberec, Frýdlant, Jablonné atd.                                         | ČE                | Soc. dem. (německý)                                                                  | Rezign. oznámena na sch. 26. 9. 1905.                                                                                |
| Hartig Franz Gabriel             | VS (fideikomis.)                 |                                                                          | ČE                | Ústavověr. velkostatk.                                                               | Zemř. 21. 8. 1903.                                                                                                   |
| Hauck Wilhelm Philipp            | VŠ                               | Stříbro, Touškov, Stod atd.                                              | ČE                | Německá radik. str.                                                                  | |
| Haueis Alois                     | VO                               | Imst, Reutte, Landeck atd.                                               | TY                | Katol. str. lidová, Klub středu                                                      | |
| Hayden Christoph Sigmund         | VS                               |                                                                          | HR                | Konzervativec, Klub středu                                                           | |
| Heilinger Alois                  | M                                | Vídeň (VIII. okres)                                                      | DR                | Křesť. soc. str.                                                                     | Nastoup. 20. 5. 1901 místo J. Schlesingera.                                                                          |
| Heimrich Jan                     | VO                               | Boskovice, Tišnov, Nové Město na Moravě                                  | MO                | Společný český kand., Klub č. poslanců                                               | |
| Heller Servác                    | VO                               | Karlín, Č. Brod                                                          | ČE                | Mladočech, Klub č. poslanců                                                          | |
| Henzel Seweryn                   | VS                               | Rohatyn                                                                  | HA                | Polský klub                                                                          | |
| Herold Josef                     | M                                | Čáslav, Kut. Hora, Chrudim atd.                                          | ČE                | Mladočech, Klub č. poslanců                                                          | Slib slož. 20. 3. 1901.                                                                                              |
| Herold Josef                     | M                                | Žatec, Postoloprty, Most atd.                                            | ČE                | Všeněmec (Freialldeutsche)                                                           | Nastoup. 21. 2. 1905 místo Z. Schückera.                                                                             |
| Herzmansky Richard               | VO                               | Opava, Krnov                                                             | SL                | Německá lid. str.                                                                    | |
| Herzog Josef                     | VŠ                               | Trutnov, Vrchlabí, Rokytnice atd.                                        | ČE                | Německá radik. str.                                                                  | Rezign. oznámena na sch. 6. 12. 1901, ale pak označena za mystifikaci.                                               |
| Hinterhuber Hermann              | OŽK                              | Klagenfurt                                                               | KO                | Německá lid. str.                                                                    | |
| Hirsch Gustav                    | VS                               |                                                                          | SL                | Ústavověr. velkostatk.                                                               | |
| Hladyšovskyj Emil                | VO                               | Tarnopol, Zbaraž, Skalat                                                 | HA                | Umírněný Rusín, r. 1906 Rusínský klub                                                | [ 60 ] |
| Hofer Hans                       | VO                               | W. Neustadt, Baden, Neunkirchen                                          | DR                | Německá lid. str.                                                                    | |
| Hofer Johann Laurenz             | M                                | Falknov, Loket, H. Slavkov atd.                                          | ČE                | Německá radik. str.                                                                  | |
| Hofmann Franz                    | M/OŽK                            | Opava/Opava                                                              | SL                | Německá lid. str.                                                                    | Rezign. oznámena na sch. 17. 11. 1904.                                                                               |
| Hofmann v. Wellenhof Paul        | M                                | Št. Hradec (vnitř. město)                                                | ŠT                | Německá lid. str.                                                                    | |
| Hofmann Vinzenz                  | VO                               | Stříbro, Horšovský Týn, Přimda atd.                                      | ČE                | Německá pokrok. str., r. 1906 Něm. agr. str.                                         | |
| Holanský Vojtěch                 | VŠ                               | Tábor, Pelhřimov, Sedlčany atd.                                          | ČE                | Mladočech                                                                            | |
| Holstein Eduard                  | OŽK                              | Cheb                                                                     | ČE                | Německá lid. str.                                                                    | |
| Holter Franz                     | M                                | Wels, Lambach, Grieskirchen atd.                                         | HR                | Německá lid. str.                                                                    | |
| Hurmuzachi Alexandru             | VS                               | II. voličský sbor                                                        | BU                | Rumunský klub                                                                        | Nastoup. 6. 12. 1904 místo G. Wassilka von Sereckého,                                                                |
| Hortis Attilio                   | VŠ                               |                                                                          | TE                | Italský nár. kand., Italské sjednocení                                               | |
| Hořica Ignát                     | M                                | Příbram, Březové Hory, Hořovice atd.                                     | ČE                | Mladočech                                                                            | |
| Hovorka František                | VO                               | Rychnov n. Kněžnou, Žamberk, Ústí nad Orlicí atd.                        | ČE                | Mladočech                                                                            | Zemř. 16. 10. 1906.                                                                                                  |
| Hruban Mořic                     | VO                               | Valašské Meziříčí, Uherský Brod, Místek                                  | MO                | Česká nár. katol. str., Slovanský střed                                              | |
| Hrubý Emanuel                    | VO                               | Kolín, Poděbrady, N. Bydžov atd.                                         | ČE                | Český agrárník                                                                       | |
| Hrubý Josef z Jelení             | VS (nefideikomis.)               | Chrudim                                                                  | ČE                | Český konzervativec                                                                  | |
| Hrubý Věnceslav                  | M                                | Slaný, Louny, Kladno atd.                                                | ČE                | Mladočech, Klub č. poslanců                                                          | |
| Huber Franz                      | VO                               | Hietzing, Bruck a. d. Leitha, Mödling atd.                               | DR                | Křesť. soc. str.                                                                     | |
| Huber Franz                      | VO                               | Graz                                                                     | ŠT                | Konzervativec, Klub středu                                                           | |
| Hübner Viktor                    | M                                | Znojmo, Dačice, Jemnice atd.                                             | MO                | Německá pokrok. str.                                                                 | Zemř. 27. 4. 1903.                                                                                                   |
| Hueber Anton                     | M                                | St. Johann, Wagrain, St. Veit atd.                                       | SA                | Kand. pokrok. a německých stran (Německá lid. str.)                                  | |
| Hueter Heinrich                  | M/OŽK                            | Bregenz, Feldkirch atd./Feldkirch                                        | VO                | Německá lid. str.                                                                    | Nastoup. 18. 12. 1905 místo J. Drexela.                                                                              |
| Hybeš Josef                      | VŠ                               | Město Brno                                                               | MO                | Soc. dem. (český)                                                                    | |
| Jaxa-Chamiec Antoni              | VO                               | Zališčiki, Borščiv, Horodenka atd.                                       | HA                | Ofic. polský kand.                                                                   | |
| Chiari Karl                      | M                                | Šternberk, Uničov, Rymařov atd.                                          | MO                | Německá lid. str.                                                                    | |
| Choc Václav                      | VŠ                               | Smíchov, Kladno, Slaný atd.                                              | ČE                | Česká nár. soc. str.                                                                 | Nastoup. 7. 5. 1901 místo V. J. Klofáče.                                                                             |
| Chotek Ferdinand                 | VS (nefideikomis.)               | Budějovice                                                               | ČE                | Český konzervativec                                                                  | Rezign. oznámena na sch. 26. 9. 1905.                                                                                |
| Christ Ludwig                    | OŽK                              | Linec                                                                    | HR                | Německá pokrok. str.                                                                 | Nastoup. 19. 4. 1904 místo E. Dierzera von Traunthal.                                                                |
| Iro Karl                         | VO                               | Planá, Teplá, Tachov atd.                                                | ČE                | Německá radik. str.                                                                  | |
| Isopescul Dimitrie               | VŠ                               | Rădăuți, Siret, Storožynec atd.                                          | BU                | Starorumun, Rumunský klub                                                            | Zemř. 1. 5. 1901. |
| Ivčević Vicko                    | VO                               | Split, S. Pietro, Lefina atd.                                            | DA                | Chorvatský nár. kand., Jihoslovanský klub                                            | |
| Jabłoński Wincenty               | VŠ                               | Sanok, Krosno, Jasło atd.                                                | HA                | Ofic. polský kand.                                                                   | |
| Jäger Edmund                     | M                                | Cheb, Fr. Lázně, Aš atd.                                                 | ČE                | Všeněmec (Schönererovec)                                                             | Nastoup. 28. 11. 1905 místo E. Bareuthera.                                                                           |
| Jaksch v. Wartenhorst F.         | VS (nefideikomis.)               | Liberec                                                                  | ČE                | Ústavověr. velkostatk.                                                               | |
| Jaroš Jan                        | VO                               | Hr. Králové, N. Město n. Met., Jaroměř atd.                              | ČE                | Český agrárník                                                                       | Zemř. 28. 11. 1903.                                                                                                  |
| Javorskyj Vasyl                  | VO                               | Berežany, Rohatyn, Pidhajci                                              | HA                | Nacionální Rusín, Rusínský klub                                                      | |
| Jaworski Apolinary               | VS                               | Zoločiv                                                                  | HA                | Polský klub                                                                          | Zemř. 24. 10. 1904.                                                                                                  |
| Jelinek Josef                    | OŽK                              | Brno                                                                     | ČE                | Něm. pokrok. str.                                                                    | Nastoup. 2. 10. 1905 místo F. Singera.                                                                               |
| Jędrzejowicz Adam                | VS                               | Rzeszów                                                                  | HA                | Polský klub                                                                          | |
| Kaftan Jan                       | Stadt                            | Praha (M. Strana, Hradčany, Josefov atd.)                                | ČE                | Mladočech, Klub č. poslanců                                                          | |
| Kaiser August                    | VO                               | Bruntál, Frývaldov                                                       | SL                | Německá lid. str.                                                                    | |
| Kaizl Josef                      | M                                | Karlín, Smíchov                                                          | ČE                | Mladočech                                                                            | Zemř. 19. 8. 1901.                                                                                                   |
| Karbus Václav                    | VŠ                               | Kolín, Český Brod, Říčany                                                | ČE                | Mladočech, Klub č. poslanců                                                          | |
| Kasper Josef                     | VO                               | Trutnov, Vrchlabí, Dv. Králové atd.                                      | ČE                | Německá radik. str. (Freialldeutsche)                                                | |
| Kathrein Theodor                 | VO                               | Innsbruck, Sterzing                                                      | TY                | Katol. str. lidová, Klub středu                                                      | |
| Kern Leopold                     | VŠ                               | Steyr, Gmunden, Kirchdorf atd.                                           | HR                | Katol. str. lidová, Klub středu                                                      | Zemř. 8. 9. 1903. |
| Khevenhüller Alfred              | VS                               |                                                                          | KO                | Ústavověr. velkostatk.                                                               | |
| Kielmannsegg Karl                | VS                               |                                                                          | DR                | Ústavověr. velkostatk.                                                               | |
| Kienmann Emerich                 | M                                | Neustadt, Neunkirchen, Pottendorf atd.                                   | DR                | Německá lid. str.                                                                    | |
| Kindermann Franz                 | M                                | Šluknov, Haňšpach, Staré Křečany atd.                                    | ČE                | Německá lid. str.                                                                    | |
| Kink Julius                      | OŽK                              | Vídeň                                                                    | DR                | Německá pokrok. str.                                                                 | |
| Kitschelt Rudolf                 | OŽK                              | Vídeň                                                                    | DR                | Německá pokrok. str.                                                                 | |
| Kittel Franz                     | VO                               | Žatec, Chomutov, Most atd.                                               | ČE                | Německá radik. str.                                                                  | Slib slož. 5. 2. 1901.                                                                                               |
| Kittinger Karl                   | VO                               | Zwettl, Waidhofen a. d. Thaya                                            | DR                | Německá lid. str.                                                                    | |
| Klaić Petar                      | VŠ                               | Zadar, Pag, Rab atd.                                                     | DA                | Umírněný chorvatský nár. kand., Jihoslovanský klub                                   | Slib slož. 8. 2. 1901.                                                                                               |
| Kleewein Simon Egon              | M                                | Krems, Stein, Mautern atd.                                               | DR                | Německá lid. str.                                                                    | |
| Klein von Wisenberg Hubert       | VS                               |                                                                          | MO                | Kompromis. kand. (ústavověr.)                                                        | |
| Klein Johann                     | M                                | Hranice, Lipník n. Bečvou, Potštát atd.                                  | MO                | Německá pokrok. str.                                                                 | |
| Kliemann Franz                   | VO                               | K. Vary, Jáchymov, Kadaň atd.                                            | ČE                | Německá radik. str.                                                                  | Zemř. 12. 6. 1905.                                                                                                   |
| Klofáč Václav Jaroslav           | VŠ                               | Litomyšl, Polička, Hlinsko atd.                                          | ČE                | Česká nár. soc. str.                                                                 | Zvolen zároveň za obvod Kladno, Smíchov. Tam rezignoval.                                                             |
| Klumpar Ladislav                 | M                                | Příbram atd.                                                             | ČE                | Klub č. poslanců                                                                     | Nastoup. 19. 4. 1904 místo J. Dvořáka.                                                                               |
| König František                  | VO                               | Příbram, Hořovice, Rokycany atd.                                         | ČE                | Mladočech, Klub č. poslanců                                                          | |
| Kolischer Henryk                 | OŽK                              | Brody                                                                    | HA                | Polský klub                                                                          | |
| Komorowski Stefan                | VO                               | Łańcut atd.                                                              | HA                | Ofic. polský kand.                                                                   | |
| Kopp Josef                       | M                                | Vídeň, I. okres                                                          | DR                | Německá pokrok. str.                                                                 | Zemř. 22. 1. 1907.                                                                                                   |
| Korol Mychajlo                   | VO                               | Žovkva, Sokal, Rava-Ruska                                                | HA                | Starorusín, Rusínský klub                                                            | |
| Korošec Anton                    | VŠ                               | Celje atd.                                                               | ŠT                | Slovin. klerikál                                                                     | Nastoup. 7. 6. 1906 místo J. Žičkara.                                                                                |
| Kos Andrij                       | VŠ                               | Stryj, Žydačiv, Turka atd.                                               | HA                | Ofic. rusínský kand., Rusínský klub                                                  | Slib slož. 5. 2. 1901.                                                                                               |
| Koudela Josef                    | VO                               | Brno, Vyškov                                                             | MO                | Česká nár. katol. str.                                                               | Nastoup. 17. 10. 1902 místo K. Martínka.                                                                             |
| Kozłowski-Bolesta Włodzimierz    | VS                               |                                                                          | HA                | Polský klub                                                                          | Rezign. 10. 6. 1902, nová rezignace 16. 10. 1902 po opětovném zvolení, nastoupil 24. 3. 1905 místo E. Abrahamowicze. |
| Kramář Karel                     | M                                | Tábor, Pacov, Kamenice atd.                                              | ČE                | Mladočech, Klub č. poslanců                                                          | |
| Kratochvíl František             | VŠ                               | Písek, Mirovice, Vodňany atd.                                            | ČE                | Mladočech, Klub č. poslanců                                                          | |
| Krempa Franciszek                |                                  | Ropczyce, Mielec, Tarnobrzeg                                             | HA                | Polská lid. str.                                                                     | |
| Królikowski Hugo                 | M                                | Přemyšl, Gródek                                                          | HA                | Samost. polský kand. (s programem Polského klubu), Polský klub                       | |
| Krützner Peter                   | VO                               | Č. Lípa atd.                                                             | ČE                | Všeněmec (Freialldeutsche)                                                           | Nastoup. 17. 11. 1904 místo W. Niesiga.                                                                              |
| Kubik Jan                        | VO                               | Biała, Żywiec                                                            | HA                | Stojałowského skupina, klub Polské lid. str.                                         | |
| Kubr Stanislav                   | VO                               | Smíchov, Rakovník                                                        | ČE                | Český agrárník                                                                       | |
| Kübeck Max                       | VS                               |                                                                          | MO                | Kompromis. kand. (ústavověr.)                                                        | |
| Kühschelm Josef                  | VO                               | Korneuburg, Floridsdorf, Stockerau atd.                                  | DR                | Křesť. soc. str.                                                                     | |
| Kulp Vojtěch                     | M                                | Kroměříž, Uh. Hradiště, Uh. Ostroh atd.                                  | MO                | Kompromis. český kand., Klub č. poslanců                                             | |
| Kurz Vilém                       | M                                | Písek, Domažlice, Klatovy atd.                                           | ČE                | Mladočech                                                                            | Zemř. 6. 3. 1902. |
| Kutscher Franz                   | VO                               | Litoměřice, Štětí, Ústí                                                  | ČE                | Německá radik. str. (Freialldeutsche)                                                | |
| Kvekić Radoslav                  | VO                               | Kotor                                                                    | DA                | Srbský národní kand.                                                                 | Slib slož. 5. 2. 1901.                                                                                               |
| Lamberg Carl                     | VS                               |                                                                          | ŠT                | Ústavověr. velkostatk.                                                               | Nastoup. 17. 11. 1903 místo R. A. von Hackelberg-Landau.                                                             |
| Lang Hynek                       | VO                               | Tábor, Pelhřimov                                                         | ČE                | Mladočech, Klub č. poslanců                                                          | |
| Larisch-Mönnich Hans             | VS                               |                                                                          | SL                |                                                                                      | Nastoup. 19. 4. 1904 místo E. Sedlnitzkého.                                                                          |
| Lažanský Jan                     | VS (nefideikomis.)               |                                                                          | ČE                | Český konzervativec                                                                  | |
| Lecher Otto                      | M                                | Brno                                                                     | MO                | Německá pokrok. str.                                                                 | |
| Lemisch Arthur                   | VŠ                               | Klagenfurt, Ferlach, Villach atd.                                        | KO                | Německá lid. str.                                                                    | |
| Lenassi Alfredo                  | M/OŽK                            | Gorice, Cormòns, Gradiška/Gorice                                         | GG                | Italský liberál, Italské sjednocení                                                  | |
| Licht Stephan                    | OŽK                              | Brno                                                                     | MO                | Německá pokrok. str.                                                                 | |
| Liechtenstein Aloys von          | M                                | Vídeň, XVI.-XIX. okres                                                   | DR                | Křesť. soc. str.                                                                     | |
| Liharzik Franz                   | OŽK                              | Leoben                                                                   | ŠT                | Něm. pokrok. str.                                                                    | Nastoup. 30. 1. 1906 místo R. Pfaffingera.                                                                           |
| Lilgenau Karl                    | VS (fideikomis.)                 |                                                                          | ČE                | Č. konzerv. velkost.                                                                 | Nastoup. 4. 11. 1901 místo L. Belcrediho.                                                                            |
| Lindner Heinrich                 | M                                | Krnov, Albrechtice, Frývaldov atd.                                       | SL                | Německá radik. str.                                                                  | |
| Löcker Julius                    | M                                | Linec, Urfahr, Ottensheim atd.                                           | HR                | Německá lid. str.                                                                    | |
| Loser Franz                      | VŠ                               | Bregenz, Feldkirch, Bludenz                                              | VO                | Křesť. soc. str.                                                                     | |
| Loula Karel                      | VO                               | Sedlčany, Milevsko, Benešov atd.                                         | ČE                | Mladočech, Klub č. poslanců                                                          | |
| Ludwigstorff Anton               | VS                               |                                                                          | DR                | Ústavověr. velkostatk.                                                               | |
| Lueger Karl                      | VŠ                               | Vídeň, V., VI., XII. a XIII. okres                                       | DR                | Křesť. soc. str.                                                                     | |
| Luksch Josef                     | VO                               | Znojmo, Dačice, Mikulov atd.                                             | MO                | Společný německý kand. (člen Německé lid. str.)                                      | |
| Lupu Florea                      | VO                               | Černovice, Storožynec, Siret atd.                                        | BU                | Rumunský kand., Rumunský klub                                                        | Rezign. oznámena na sch. 5. 7. 1905.                                                                                 |
| Lupul Ioan                       | VO                               | Rădăuți, Suceava, Câmpulung                                              | BU                | Rumunský kand., Rumunský klub                                                        | |
| Maffei Giacinto                  | VO                               | Roverto, Riva, Tione atd.                                                | TY                | Italský nár. klerikál, Italské sjednocení                                            | |
| Małachowski Godzimir             | OŽK                              | Lvov                                                                     | HA                | Polský klub                                                                          | Nastoup. 30. 11. 1904 místo J. Piepese-Poratyńského                                                                  |
| Malfatti Valeriano               | M/OŽK                            | Roverto, Mori, Arco atd./Roverto                                         | TY                | Italský liberál, Italské sjednocení                                                  | |
| Malik Vinzenz                    | M                                | Leibnitz, Ehrenhausen, Straß atd.                                        | ŠT                | Německá lid. str.                                                                    | |
| Mandyčevskyj Kornylo             | VO                               | Stanislavov, Bohorodčany, Tlumač                                         | HA                | Umírněný Rusín                                                                       | Slib slož. 4. 6. 1901.                                                                                               |
| Marchet Gustav                   | M                                | Baden, Mödling, Perchtoldsdorf atd.                                      | DR                | Německá pokrok. str.                                                                 | |
| Martínek Konrád                  | VO                               | Brno, Vyškov                                                             | MO                | Společný český kand.                                                                 | Rezign. oznámena na sch. 16. 10. 1902.                                                                               |
| Marzani Alberto                  | VS                               |                                                                          | TY                | Austriacant, Klub středu                                                             | |
| Maštálka Jindřich                | M                                | Jičín, Sobotka, Dol. Bousov atd.                                         | ČE                | Mladočech, Klub č. poslanců                                                          | |
| Mauroner Leopoldo                | M                                | Terst/IV. volič. sbor                                                    | TE                | Italský liberál, Italské sjednocení                                                  | |
| Mayer Johann                     | VŠ                               | Korneuburg, Floridsdorf, Stockerau atd.                                  | DR                | Křesť. soc. str.                                                                     | |
| Mayreder Rudolf                  | M                                | Vídeň, IV. a X. okres                                                    | DR                | Antisemita                                                                           | |
| Mazorana Luigi                   | M                                | Terst/II. a III. volič. sbor                                             | TE                | Italský liberál, Italské sjednocení                                                  | |
| Menger Max                       | M                                | N. Jičín, Štramberk, Příbor atd.                                         | MO                | Německá pokrok. str.                                                                 | |
| Mensdorff-Pouilly Alfons V.      | VS (fideikomis.)                 |                                                                          | ČE                | Český konzervativec                                                                  | |
| Merunowicz Teofil                | VO                               | Lvov, Grodek, Javoriv                                                    | HA                | Ofic. polský kand.                                                                   | |
| Mettal von Frivald Otto          | VS (nefideikomis.)               |                                                                          | ČE                | Český konzervativec                                                                  | |
| Michejda Jan                     | VO                               | Těšín, Fryštát, Bílsko atd.                                              | SL                | Polský a kompromisní slovanský kand.                                                 | |
| Morpurgo Pietro                  | OŽK                              | TE                                                                       | TE                |                                                                                      | Nastoup. 24. 4. 1906 místo C. de Combiho.                                                                            |
| Morsey Franz                     | VŠ                               | Feldbach, Radkersburg, Leibnitz atd.                                     | ŠT                | Konzervativec, Klub středu                                                           | |
| Moscon Julius Alfred             | VS                               |                                                                          | ŠT                | Ústavověr. velkostatk.                                                               | |
| Mosdorfer Franz                  | M                                | Hartberg, Friedberg, Pöllau atd.                                         | ŠT                | Německá lid. str.                                                                    | Zemřel 14. 12. 1905.                                                                                                 |
| Moysa-Rosochacki Stefan          | VŠ                               | Kolomyja, Nadvirna, Bohorodčany atd.                                     | HA                | Ofic. polský kand.                                                                   | |
| Niementowski Tadeusz             | VŠ                               | Tarnopol, Zbaraž, Zoločiv                                                | HA                | Ofic. polský kand.                                                                   | |
| Niesig Wilhelm                   | VO                               | Č. Lípa, Jablonné, Dubá atd.                                             | ČE                | Německá pokrok. str.                                                                 | Zemř. 1904. |
| Nitsche Friedrich                | M                                | Krumlov, Kaplice, N. Hrady atd.                                          | ČE                | Německá pokrok. str.                                                                 | |
| Noske Konstantin                 | M                                | Vídeň, I. okres                                                          | DR                | Německá pokrok. str.                                                                 | |
| Novotný František                | M                                | Praha, N. Město                                                          | ČE                | Mladočech                                                                            | Nastoup. 15. 6. 1906 místo F. Pantůčka.                                                                              |
| Nowak Gustav                     | VO                               | Děčín, Rumburk, Cvikov atd.                                              | ČE                | Německá pokrok. str. Po volbách přešel do Něm. lid. str.                             | |
| Oberndorfer Johann               | VO                               | Amstetten, Scheibbs                                                      | DR                | Křesť. soc. str.                                                                     | |
| Offermann Karl                   | OŽK                              | Brno                                                                     | MO                | Německá pokrok. str.                                                                 | Nastoup. 4. 3. 1903 místo R. Auspitze, rezign. oznámena 9. 12. 1904.                                                 |
| Ofner Julius                     | M                                | Vídeň, I. okres                                                          | DR                | Německá pokrok. str.                                                                 | |
| Olszewski Michał Józef           | VO                               | Bochnia, Brzesko                                                         | HA                | Polská lid. str.                                                                     | |
| Onciul Aurel                     | VO                               | Černovice, Storožynec                                                    | BU                | Rumunský klub                                                                        | Nastoup. 28. 11. 1905 místo F. Lupu.                                                                                 |
| Opydo Franciszek                 | VO                               | Wadowice, Myślenice                                                      | HA                | Ofic. polský kand.                                                                   | |
| Orasch Matthäus                  | VO                               | Villach, Ferlach atd.                                                    | KO                | Německá lid. str. resp. Rolnic. svaz                                                 | |
| Pabstmann Gustav Ludwig          | VS                               |                                                                          | ČE                | Český konzervativec                                                                  | Rezign. oznámena 16. 10. 1902.                                                                                       |
| Pacák Bedřich                    | VO                               | Čáslav, Kut. Hora, Chotěboř                                              | ČE                | Mladočech, Klub č. poslanců                                                          | |
| Pacher Raphael                   | M                                | K. Vary, Jáchymov, Kadaň atd.                                            | ČE                | Německá radik. str. (Freialldeutsche)                                                | |
| Pálffy von Erdöd Eduard          | VS (nefideikomis.)               | Praha                                                                    | ČE                | Český konzervativec                                                                  | |
| Pantůček Ferdinand               | M                                | Praha, N. Město                                                          | ČE                | Mladočech                                                                            | Rezign. oznámena na sch. 6. 3. 1906.                                                                                 |
| Parish von Senftenberg O.        | VS (nefideikomis.)               | Chrudim                                                                  | ČE                | Český konzervativec                                                                  | |
| Pastor Leo                       | VO                               | Jasło, Gorlice, Krosno                                                   | HA                | Ofic. polský kand.                                                                   | |
| Pattai Robert                    | M                                | Vídeň, VI. okres                                                         | DR                | Křesť. soc. str.                                                                     | |
| Pemsel Ferdinand                 | VŠ                               | Znojmo, M. Budějovice, Dačice atd.                                       | MO                | Německá pokrok. str.                                                                 | Zemř. 27. 6. 1905.                                                                                                   |
| Perathoner Julius                | M/OŽK                            | Bolzano, Merano, Glurns/Bolzano                                          | TY                | Německá lid. str.                                                                    | |
| Pergelt Anton                    | M                                | Rumburk, Kr. Lípa, Varnsdorf atd.                                        | ČE                | Německá pokrok. str.                                                                 | |
| Perić Josip Vergilij             | VO                               | Senj, Imotski, Makarska                                                  | DA                | Chorvatská str. práva, Jihoslovanský klub                                            | |
| Pernerstorfer Engelbert          | VŠ                               | Wiener-Neustadt, Baden, Mödling atd.                                     | DR                | Soc. dem. (německý)                                                                  | |
| Peschka Franz                    | VO                               | Litomyšl, Polička, Lanškroun atd.                                        | ČE                | Německá pokrok. str. (agrárník), Klub německé agr. str.                              | |
| Petelenz Ignacy Leonard          | M                                | Krakov                                                                   | HA                | Polský klub                                                                          | Nastoup. 17. 10. 1901 místo F. Weigela.                                                                              |
| Pfaffinger Rudolf                | OŽK                              | Leoben                                                                   | ŠT                | Německá pokrok. str. (hospitant)                                                     | Nastoup. 16. 6. 1902 místo F. Endrese. Zemřel 1. 12. 1905.                                                           |
| Pfeifer Viljem                   | VO                               | Novo mesto, Krško, Črnomelj                                              | KR                | Slovin. katol. nár. str.                                                             | |
| Piepes-Poratyński Jakub          | OŽK                              | Lvov                                                                     | HA                | Polský klub                                                                          | Zemř. 1904. |
| Piętak Leonard                   | M                                | Lvov                                                                     | HA                | Str. přísluš. neuvedena (ministr)                                                    | |
| Pihuljak Jerotej                 | VŠ                               | Černovice, Kicman, Vyžnycja                                              | BU                | Mladorusín, Slovanský střed, r. 1906 Rusínský klub                                   | |
| Piniński Mieczysław              | VŠ                               | Borščiv, Zališčiki, Čortkiv atd.                                         | HA                | Ofic. polský kand.                                                                   | |
| Piniński Stanisław               | VS                               |                                                                          | HA                | Polský klub                                                                          | |
| Pitacco Giorgio                  | M                                | Terst, I. volič. sbor                                                    | TE                | Italský liberál                                                                      | |
| Plaček Boleslav                  | M                                | Litomyšl, Polička, Ústí n. O. atd.                                       | ČE                | Mladočech                                                                            | Slib slož. 5. 2. 1901.                                                                                               |
| Plantan Ivan                     | M                                | Novo mesto, Krško, Višnja Gora                                           | KR                | Slovinský radikál, Jihoslovanský klub                                                | |
| Plass Johann                     | VO                               | Linec, Steyr                                                             | HR                | Konzervativec, Klub středu                                                           | |
| Ploj Miroslav                    | VO                               | Ptuj, Rogaška Slatina, Ljutomer                                          | ŠT                | Slovinský konzervativ. kand., Jihoslovanský klub                                     | |
| Pogačnik Josip                   | VO                               | Kranj, Kamnik, Radovljica                                                | KR                | Slovin. katol. nár. str.                                                             | |
| Polesini Benedetto               | VS                               |                                                                          | IS                | Italský nár. kand., Italské sjednocení                                               | |
| Pommer Josef                     | M                                | Celje, Žalec, Vitanje atd.                                               | ŠT                | Německá lid. str.                                                                    | |
| Poniński Aleksander              | VS                               | Javoriv                                                                  | HA                | Polský klub                                                                          | Nastoup. 3. 3. 1903 místo W. Kozłowského-Bolesty.                                                                    |
| Popovici Constantin              | VS                               | I. volič. sbor                                                           | BU                | Rumunský klub                                                                        | Nastoup. 28. 3. 1903 místo V. Repty                                                                                  |
| Popowski Józef                   | VS                               | Bochnia                                                                  | HA                | Polský klub                                                                          | |
| Posch Alois                      | VO                               | Bruck, Leoben                                                            | ŠT                | Německá lid. str.                                                                    | |
| Pospíšil Jan                     | VO                               | Jihlava, Třebíč, V. Meziříčí                                             | MO                | Mladočech, Klub č. poslanců                                                          | |
| Potocki Jan Nepomucen            | VO                               | Sanok, Brzozów, Lisko                                                    | HA                | Ofic. polský kand.                                                                   | |
| Potoczek Jan                     | VO                               | Nowy Sącz, Limanowa, N. Targ atd.                                        | HA                | Polský rolnický svaz                                                                 | |
| Povše Fran                       | VO                               | Kočevje, Trebnje, Radeče                                                 | KR                | Slovin. katol. nár. str.                                                             | |
| Prade Heinrich                   | M                                | Liberec                                                                  | ČE                | Německá lid. str.                                                                    | |
| Prášek Karel                     | VO                               | Ml. Boleslav, Nymburk, Turnov atd.                                       | ČE                | Český agrárník                                                                       | |
| Pražák Otakar                    | VO                               | Hustopeče, Kyjov                                                         | MO                | Společný český kand., Klub č. poslanců                                               | |
| Primavesi Robert                 | OŽK                              | Olomouc                                                                  | MO                | Německá pokrok. str.                                                                 | |
| Prochazka Julius                 | VŠ                               | Vídeň, III., IV., X. a XI. okres                                         | DR                | Křesť. soc. str.                                                                     | |
| Radimský Jan                     | VS                               |                                                                          | ČE                | Český konzervativec                                                                  | Slib slož. 5. 2. 1901.                                                                                               |
| Rapoport von Porada A.           | OŽK                              | Krakov                                                                   | HA                | Polský klub                                                                          | |
| Rataj Jan                        | VO                               | Písek, Strakonice, Volyně atd.                                           | ČE                | Český agrárník                                                                       | |
| Redl Johann                      | M                                | Steyr, Sierning, Sierningshofen atd.                                     | HR                | Německá pokrok. str.                                                                 | Slib slož. 5. 2. 1901, zemřel 2. 8. 1902.                                                                            |
| Reicher Heinrich                 | M                                | Judenburg, Neumarkt, Murau, atd.                                         | ŠT                | Německá lid. str.                                                                    | Rezign. oznámena na sch. 17. 10. 1901.                                                                               |
| Reichstädter Rostislav František | VŠ                               | Val. Meziříčí, Místek, Holešov atd.                                      | ČE                | Česká nár. soc. str.                                                                 | |
| Reidlinger Josef                 | VO                               | Mistelbach, Groß-Enzersdorf                                              | DR                | Křesť. soc. str.                                                                     | Nastoup. 15. 5. 1906 místo J. Schreibera.                                                                            |
| Repta Vladimir                   | VS                               | I. volič. sbor                                                           | BU                | Rumun, Rumunský klub                                                                 | |
| Resel Hans                       | VO                               | Bruck an der Mur, Leoben                                                 | ŠT                | Soc. dem. (německý)                                                                  | Nastoup. 3. 5. 1905 místo A. Posche.                                                                                 |
| Rieger Eduard                    | VŠ                               | Šumperk, Rymařov, Zábřeh, atd.                                           | MO                | Soc. dem. (německý)                                                                  | |
| Rizzi Lodovico                   | VO                               | Poreč, Koper, Dignano atd.                                               | IS                | Italský liberál, Italské sjednocení                                                  | |
| Robič Franc                      | VO                               | Maribor, Slov. Konjice, Slov. Gradec                                     | ŠT                | Slovinský kand., Jihoslovanský klub                                                  | |
| Romančuk Julian                  | VO                               | Kaluš, Dolina, Bibrka                                                    | HA                | Ofic. rusínský kand., Rusínský klub                                                  | |
| Romanowicz Tadeusz               | M                                | Lvov                                                                     | HA                | Polský demokrat, Polský klub                                                         | Rezign. oznámena na sch. 18. 2. 1902.                                                                                |
| Rosenzweig Leon                  | OŽK                              | Černovice                                                                | BU                | Německá pokrok. str.                                                                 | |
| Roszkowski Gustaw                | M                                | Sambor, Stryj, Drohobyč                                                  | HA                | Ofic. polský kand.                                                                   | |
| Rotter Jan                       | M                                | Krakov                                                                   | HA                | Polský demokrat, Polský klub                                                         | Zemř. 22. 7. 1906.                                                                                                   |
| Rozkošný Jan                     | VO                               | Uh. Hradiště, Holešov                                                    | MO                | Mladočech                                                                            | |
| Ryba Vilém                       | M                                | Třeboň, J. Hradec, Soběslav                                              | ČE                | Mladočech, Klub č. poslanců                                                          | |
| Ryšánek Bohumil                  | OŽK                              | Praha                                                                    | ČE                | Klub č. poslanců                                                                     | Nastoup. 15. 2. 1905 místo V. Sehnala.                                                                               |
| Sajfert František                | VS (nefideikomis.)               | Chrudim                                                                  | ČE                | Č. konzerv. velkost.                                                                 | Nastoup. 3. 12. 1902 místo J. Radimského.                                                                            |
| Sapieha Paweł                    | VŠ                               | Brody, Kamionka, Žovkva atd.                                             | HA                | Ofic. polský kand.                                                                   | Slib slož. 5. 2. 1901.                                                                                               |
| Scaramangà di Altomonte G.       | M                                | Terst, I. volič. sbor                                                    | TE                | Italský klub                                                                         | Nastoup. 24. 1. 1905 místo G. Acquaroliho, rezign. oznámena na sch. 29. 9. 1905.                                     |
| Schachinger Georg                | VO                               | Rohrbach, Urfahr                                                         | HR                | Konzervativec, Klub středu                                                           | |
| Schalk Anton                     | M                                | Stříbro, Kladruby, Tachov atd.                                           | ČE                | Německá radik. str.                                                                  | |
| Scheicher Josef                  | VŠ                               | St. Pölten, Lilienfeld, Tulnn atd.                                       | DR                | Křesť. soc. str.                                                                     | |
| Schlegel Josef                   | VŠ                               | Linec, Urfahr, Freistadt atd.                                            | HR                | Katol. str. lidová, Klub středu                                                      | |
| Schlesinger Josef                | M                                | Vídeň, VIII. okres                                                       | DR                | Křesť. soc. str.                                                                     | Zemř. 10. 4. 1901.                                                                                                   |
| Schneider Ernest                 | M                                | Vídeň, XI.- XV. okres                                                    | DR                | Křesť. soc. str.                                                                     | |
| Schönerer Georg                  | VO                               | Cheb, Aš, Kraslice atd.                                                  | ČE                | Německá radik. str.                                                                  | Slib slož. 8. 2. 1901.                                                                                               |
| Schöpfer Aemilian                | VO                               | Bruneck, Brixen, Lienz atd.                                              | TY                | Křesť. soc. str.                                                                     | |
| Schoiswohl Michael               | VŠ                               | Bruck, Mariazell, Leoben atd.                                            | ŠT                | Křesť. soc. str.                                                                     | |
| Schraffl Josef                   | VŠ                               | Bolzano, Merano, Schlanders atd.                                         | TY                | Křesť. soc. str.                                                                     | |
| Schreiber Johann                 | VO                               | Mistelbach, Groß-Enzersdorf                                              | DR                | Křesť. soc. str.                                                                     | Slib slož. 12. 2. 1901.                                                                                              |
| Schreiter Franz                  | VŠ                               | Litoměřice, Ústí, Děčín atd.                                             | ČE                | Německá lid. str.? (deutschvolkisch), r. 1906 všeněmec (Freialldeutsche)             | |
| Schrott Christian                | M                                | Brixen, Sterzing, Kaltern atd.                                           | TY                | Katol. str. lidová, Klub středu                                                      | |
| Schücker Zdenko                  | M                                | Žatec, Postoloprty, Most atd.                                            | ČE                | Německá pokrok. str.                                                                 | Zemř. 4. 12. 1904.                                                                                                   |
| Schuhmeier Franz                 | VŠ                               | Vídeň, XVI. – XIX. okres                                                 | DR                | Soc. dem. (německý)                                                                  | |
| Schwarz František                | M                                | Plzeň                                                                    | ČE                | Mladočech                                                                            | Rezign. oznámena na sch. 17. 11. 1903.                                                                               |
| Schwarzenberg Bedřich            | M                                | Budějovice                                                               | ČE                | Český konzervativec                                                                  | |
| Schwegel Josef                   | VS                               |                                                                          | KR                | Německý liberál                                                                      | |
| Schweiger Alois                  | VO                               | Leibnitz, Deutsch-Landsberg                                              | ŠT                | Konzervativec, Klub středu                                                           | |
| Sedlnitzky Ernst                 | VS                               |                                                                          | SL                | Ústavověr. velkostatk.                                                               | Zemř. 30.1. 1904. |
| Sehnal Augustin                  | VŠ                               | Olomouc, Šternberk, Hranice atd.                                         | MO                | Mladočech                                                                            | |
| Sehnal Václav                    | OŽK                              | Praha                                                                    | ČE                | Mladočech                                                                            | Zemř. 17. 1. 1905.                                                                                                   |
| Seidel Anton                     | VO                               | N. Jičín, Hranice a morav. enklávy v soudních okr. Osoblaha a Jindřichov | MO                | Německá lid. str.                                                                    | |
| Seifriz Friedrich                | VO                               | Klagenfurt, Völkermarkt                                                  | KO                | Něm. nár. svaz (Německá lid. str.)                                                   | Nastoup. 28. 11. 1905 místo A. Tscharreho.                                                                           |
| Seinfeld Nathan                  | M                                | Kolomyja, Sňatyn, Bučač                                                  | HA                | Samost. polský kand. (s programem Polského klubu), Polský klub                       | |
| Seitz Karl                       | M                                | Korneuburg, Floridsdorf, Stockerau atd.                                  | DR                | Soc. dem. (německý)                                                                  | |
| Serényi Otto                     | VS                               |                                                                          | MO                | Kompromis. kand. (konzervativ.), Č. konzerv. velkost.                                | |
| Schreiner Gustav                 | VŠ                               | Budějovice atd.                                                          | ČE                | Německá pokrok. str.                                                                 | |
| Siegmund Adolf                   | OŽK                              | Liberec                                                                  | ČE                | Německá pokrok. str.                                                                 | |
| Silli Giuseppe                   | M                                | Trento, Cles, Fondo atd.                                                 | TY                |                                                                                      | Nastoup. 30. 11. 1905 místo A. Tambosiho.                                                                            |
| Singer Friedrich                 | OŽK                              | Brno                                                                     | MO                | Německá pokrok. str.                                                                 | Nastoup. 24. 1. 1905 místo K. von Offermanna, zemřel 16. 6. 1905.                                                    |
| Skála Eduard                     | M                                | Olomouc, Prostějov, Brodek                                               | MO                | Společný český kand., Klub č. poslanců                                               | |
| Skedl Artur                      | M                                | Suceava, Siret, Rădăuți atd.                                             | BU                | Německá pokrok. str.                                                                 | |
| Skene Alfred II.                 | VS                               |                                                                          | MO                | Kompromis. kand. (Str. středu), Mor. str. středu                                     | |
| Skrbensky-Hrzystie Anton         | VS                               |                                                                          | DR                | Ústavověr. velkostatk.                                                               | |
| Sláma František                  | M                                | Hr. Králové, Náchod, N. Město, Dobruška atd.                             | ČE                | Mladočech, Klub č. poslanců                                                          | |
| Sobotka Antonín                  | M                                | Kolín, Poděbrady, Kouřim                                                 | ČE                | Česká nár. soc. str.                                                                 | Nastoup. 9. 2. 1906 místo J. Fořta.                                                                                  |
| Sokol Josef                      | M                                | Pardubice, Holice, Choceň atd.                                           | ČE                | Radik. mladočech, Klub č. poslanců                                                   | |
| Sołtysik Tomasz                  | M                                | Krakov                                                                   | HA                | Polský demokrat, Polský klub                                                         | Nastoup. 24. 10. 1906 místo Jana Rottera.                                                                            |
| Sommer Rudolf                    | M/OŽK                            | Opava                                                                    | SL                | Všeněmec (Freialldeutsche)                                                           | Nastoup. 24. 1. 1905 místo F. Hofmanna.                                                                              |
| Soukup Martin                    | VO                               | Krumlov, Kaplice, J. Hradec                                              | ČE                | Kand. Německé pokrok. str. a Rolnic. svazu, Klub německé agr. str.                   | |
| Sozański Stanisław               | VS                               | Sambor                                                                   | HA                | Polský klub                                                                          | |
| Spens Emanuel                    | VS                               |                                                                          | SL                | Ústavověr. velkostatk.                                                               | |
| Spinčić Vjekoslav                | VO                               | Pazin, Volosko, Krk atd.                                                 | IS                | Chorvatský nár. kand., Jihoslovanský klub                                            | |
| Staněk František                 | VO                               | N. Brod, Polná                                                           | ČE                | Klub č. agrárníků                                                                    | Nastoup. 8. 3. 1904 místo E. Brzoráda.                                                                               |
| Starzeński Henryk                | VO                               | Stryj, Žydačiv, Drohobyč atd.                                            | HA                | Polský klub                                                                          | Slib slož. 2. 12. 1902.                                                                                              |
| Starzyński Stanisław             | VS                               | Žovkva                                                                   | HA                | Polský klub                                                                          | |
| Stein Franz                      | VŠ                               | Cheb, Aš, Kraslice atd.                                                  | ČE                | Německá radik. str.                                                                  | |
| Steiner Leopold                  | M                                | Vídeň, III. okres                                                        | DR                | Křesť. soc. str.                                                                     | |
| Steinwender Otto                 | M                                | Villach, Hermagor, Bleiberg atd.                                         | KO                | Nezařazený Němec                                                                     | |
| Sternberg Vojtěch Václav         | VO                               | Hr. Králové, Jaroměř, N. Město atd.                                      | ČE                | Nez. agrárník, nezařazený posl.                                                      | Nastoup. 8. 3. 1904 místo J. Jaroše.                                                                                 |
| Stojałowski Stanisław            | M                                | Tarnow, Bochnia                                                          | HA                | Ofic. polský kand.                                                                   | |
| Stojan Antonín Cyril             | VŠ                               | Uh. Hradiště, Uh. Brod, Kroměříž atd.                                    | MO                | Česká nár. katol. str., Slovanský střed                                              | |
| Stránský Adolf                   | M                                | N. Město, Bystřice, Žďár atd.                                            | MO                | Mladočech, Klub č. poslanců                                                          | |
| Straucher Benno                  | M                                | Černovice                                                                | BU                | Německá pokrok. str.                                                                 | |
| Strobach Josef                   | M                                | Vídeň, V. okres                                                          | DR                | Křesť. soc. str.                                                                     | Slib slož. 8. 2. 1901, zemřel 10. 5. 1905.                                                                           |
| Struszkiewicz Władysław          | VS                               | Tarnow, Bochnia                                                          | HA                | Polský klub                                                                          | |
| Stürgkh Karl                     | VS                               |                                                                          | ŠT                | Ústavověr. velkostatk.                                                               | |
| Sturm Josef                      | M                                | Vídeň, V. okres                                                          | DR                | Křesť. soc. str.                                                                     | Nastoup. 28. 11. 1905 místo J. Strobacha.                                                                            |
| Stwiertnia Paweł                 | M                                | Stanislavov, Tysmenica                                                   | HA                | Ofic. polský kand.                                                                   | |
| Svozil Josef                     | VO                               | Litovel, M. Třebová, Zábřeh                                              | MO                | Společný český kand., Klub č. poslanců                                               | |
| Sylva-Tarouca Ernst              | VS (fideikomis.)                 |                                                                          | ČE                | Český konzervativec                                                                  | |
| Sylvester Julius                 | M/OŽK                            | Salzburg                                                                 | SA                | Kand. pokrok. stran (Německá lid. str.)                                              | |
| Szajer Tomasz                    | VO                               | Rzeszów, Kolbuszowa                                                      | HA                | Stojałowského skupina, Slovanský střed n. klub Polské lid. str., r. 1906 Polský klub | |
| Šeptyckyj Kazymyr                | VS                               | Přemyšl                                                                  | HA                | Polský klub                                                                          | |
| Šílený Václav                    | VŠ                               | Jihlava, Třebíč, Vel. Meziříčí                                           | MO                | Mladočech, Klub č. poslanců                                                          | |
| Špindler Ervín                   | M                                | Ml. Boleslav, Turnov, Mnich. Hradiště atd.                               | ČE                | Mladočech, Klub č. poslanců                                                          | |
| Šrámek Ferdinand                 | VŠ                               | Ml. Boleslav, Benátky n. J., Turnov atd.                                 | ČE                | Mladočech, Klub č. poslanců                                                          | |
| Šuklje Fran                      | VO                               | Lublaň                                                                   | KR                | Slovin. lidová str.                                                                  | Nastoup. 23. 9. 1903 místo I. Vencajze.                                                                              |
| Šulc Václav                      | VS (nefideikomis.)               | Praha                                                                    | ČE                | Český konzervativec                                                                  | |
| Šupuk Ante                       | M/OŽK                            | Zadar, Šibenik, Hvar atd./Zadar                                          | DA                | Chorvatský kand., Jihoslovanský klub                                                 | Zemř. v květnu 1904.                                                                                                 |
| Šusteršič Ivan                   | VŠ                               | Lublaň, Vrhnika, Ribnica atd.                                            | KR                | Slovin. katol. nár. str., Slovanský střed                                            | |
| Tambosi Antonio                  | M                                | Trento, Cles, Fondo, atd.                                                | TY                | Italský liberál, Italské sjednocení                                                  | Rezign. oznámena na sch. 26. 9. 1905.                                                                                |
| Tavčar Ivan                      | M/OŽK                            | Lublaň                                                                   | KR                | Slovinský liberál, Jihoslovanský klub                                                | |
| Terlago Robert                   | VS                               | II. volič. sbor                                                          | TY                | Ústavověr. velkostatk.                                                               | |
| Tersch Emil                      | VS                               |                                                                          | MO                | Kompromis. kand. (ústavověr.)                                                        | |
| Thurnher Martin                  | VO                               | Feldkirch, Bludenz                                                       | VO                | Křesť. soc. str. n. samost. kand., r. 1906 Křesť. soc. str.                          | |
| Tollinger Johann                 | VO                               | Schwaz, Kufstein, Kitzbühl                                               | TY                | Katol. str. lidová, Klub středu                                                      | |
| Trafojer Josef                   | VO                               | Bolzano, Merano                                                          | TY                | Katol. str. lidová                                                                   | Nastoup. 26. 2. 1901 místo J. Di Pauliho                                                                             |
| Trapp Gotthard                   | VS                               | II. volič. sbor                                                          | TY                | Konzervativ. velkostatk., Klub středu                                                | |
| Trauttmansdorff Ferdinand        | VS (fideikomis.)                 |                                                                          | ČE                | Ústavověr. velkostatk.                                                               | Nastoup. 17. 11. 1903 místo F. G. Hartiga.                                                                           |
| Treuinfels Leo Maria             | VS                               | I. volič. sbor                                                           | TY                | Katol. str. lidová, Klub středu                                                      | |
| Tschan Josef                     | M                                | Děčín, Podmokly, Beusen atd.                                             | ČE                | Německá radik. str.                                                                  | |
| Tscharre Anton                   | VO                               | Klagenfurt, Völkermarkt                                                  | KO                | Německá lid. str.                                                                    | |
| Tschernigg Johann                | VO                               | St. Veit, Wolfsberg                                                      | KO                | Německá lid. str.                                                                    | Zemř. 24. 3. 1906.                                                                                                   |
| Tyszkowski Paweł                 | VO                               | Přemyšl, Dobromyl, Mostiska                                              | HA                | Ofic. polský kand.                                                                   | |
| Udržal František                 | VO                               | Chrudim, Pardubice                                                       | ČE                | Mladočech                                                                            | |
| Unterladstätter Alois            | VO                               | Salzburg, Golling                                                        | SA                | Katolická str. lid., Klub středu                                                     | |
| Urban Karl                       | OŽK                              | Liberec                                                                  | ČE                | Německá pokrok. str.                                                                 | |
| Veleba Vilém                     | VŠ                               | Znojmo, M. Budějovice, Dačice atd.                                       | MO                | Klub č. poslanců                                                                     | Nastoup. 28. 11. 1905 místo F. Pemsela.                                                                              |
| Vencajz Ivan                     | VO                               | Lublaň, Litija, Ribnica                                                  | KR                | Slovin. katol. nár. str.                                                             | Rezign. oznámena na sch. 24. 6. 1903.                                                                                |
| Verzegnassi Francesco            | VS                               |                                                                          | GG                | Italský liberál, Italské sjednocení                                                  | |
| Vetter von der Lilie Moritz      | VS                               |                                                                          | MO                | Kompromis. kand. (Str. středu), Mor. str. středu                                     | |
| Voelkl Wilhelm                   | M                                | St. Pölten, Scheibbs, Klosterneuburg atd.                                | DR                | Německá lid. str.                                                                    | |
| Vogler Ludwig                    | M                                | Vídeň, II. okres                                                         | DR                | Německá pokrok. str.                                                                 | |
| Voušek Fran                      | VO                               | Celje, Brežice                                                           | ŠT                | Slovin. katol. kand.                                                                 | Nastoup. 20. 7. 1906 místo H. von Berkse.                                                                            |
| Vujatović-Šarov Andrija          | VO                               | Šibenik, Berlicca, Knin                                                  | DA                | Srbský národní kand.                                                                 | |
| Vuković Vučidolski Antun         | VŠ                               | Split, Brač, Hvar atd.                                                   | DA                | Umírněný chorvatský nár. kand., Jihoslovanský klub                                   | |
| Vychodil Josef                   | VO                               | Kroměříž, Přerov, Prostějov                                              | MO                | Společný český kand., Klub č. poslanců                                               | |
| Wagner Franz                     | VO                               | Feldbach, Radkersburg                                                    | ŠT                | Katol. konzervativec, Klub středu                                                    | |
| Walewski-Colonna Jan             | VŠ                               | Stanislavov, Bučač, Rohatyn, Pidhajci atd.                               | HA                | Ofic. polský kand.                                                                   | Rezign. oznámena na sch. 19. 6. 1905.                                                                                |
| Walz Anton                       | Bruck, Kapfenberg, Kindberg atd. | ŠT                                                                       | Německá lid. str. | Zemř. 5. 4. 1906.                                                                    | |
| Wassilko von Serecki Georg       | VS                               | II. volič. sbor                                                          | BU                | Rumun, Rumunský klub                                                                 | Rezign. po jmenování do Panské sněmovny r. 1904.                                                                     |
| Wassilko, Ritter von, Nikolaus   | VO                               | Vyžnycja, Kicman                                                         | BU                | Starorusín, Rusínský klub                                                            | |
| Wastian Heinrich                 | M                                | Maribor, Sl. Bistrica, Sl. Gradec                                        | ŠT                | Všeněmci                                                                             | Nastoup. 26. 9. 1905 místo E. Wolffhardta.                                                                           |
| Weigel Ferdynand                 | M                                | Krakov                                                                   | HA                | Polský demokrat                                                                      | Zemř. 28. 6. 1901.                                                                                                   |
| Weiser Henryk                    | VO                               | Zoločiv, Peremyšljany                                                    | HA                | Ofic. polský kand.                                                                   | |
| Weiskirchner Richard             | M                                | Vídeň, IX. okres                                                         | DR                | Křesť. soc. str.                                                                     | |
| Wenger Josef                     | VO                               | Wels, Vöcklabruck atd.                                                   | HR                | Konzervativec, uvaž. o vstupu do Klubu středu                                        | Zemř. 12. 1. 1903.                                                                                                   |
| Wernisch Ambros                  | VO                               | Spittal, Hermagor                                                        | KO                | Německá lid. str.                                                                    | |
| Widmann-Sedlnitzky Anton         | VS                               |                                                                          | MO                | Kompromis. kand. (konzervativ.), Č. konzerv. velkost.                                | |
| Wielowieyski Henryk              | VS                               | Kolomyja                                                                 | HA                | Polský klub                                                                          | |
| Wierzchowski Hieronim            | VŠ                               | Stanislavov atd.                                                         | HA                | Polský demokrat, Polský klub                                                         | Nastoup. 28. 11. 1905 místo J. Walewského-Colonny.                                                                   |
| Wilhelm Otto                     | VŠ                               | Št. Hradec, vnitř. město a předměstí                                     | ŠT                | Kand. německých stran (Německá lid. str.)                                            | |
| Wilk Andrzej                     | VŠ                               | Jarosław, Lancut, Cieszanow atd.                                         | HA                | Stojałowského skupina, klub Polské lid. str.                                         | Slib slož. 5. 2. 1901.                                                                                               |
| Winter Hans                      | M                                | Ried, Haag, Obernberg atd.                                               | HR                | Německá lid. str.                                                                    | |
| Włazowski Tomasz                 | VO                               | Jarosław, Cieszanow                                                      | HA                | Ofic. polský kand.                                                                   | |
| Wodzicki Antoni                  | VS                               | Krakov                                                                   | HA                | Polský klub                                                                          | |
| Wohlmeyer Johann                 | VO                               | St. Pölten, Lilienfeld, Tulln atd.                                       | DR                | Křesť. soc. str.                                                                     | |
| Wojtyga Jan                      | VO                               | Krakov, Wieliczka, Chrzanow                                              | HA                | Ofic. polský kand.                                                                   | |
| Wolf Karl Hermann                | M                                | Trutnov, Vrchlabí, Hostinné atd.                                         | ČE                | Německá radik. str. (Freialldeutsche)                                                | Rezign. oznámena na sch. 29. 11. 1901, opět zvolen, znovu složil slib 4. 2. 1902.                                    |
| Wolffhardt Eduard                | M                                | Maribor, Sl. Bistrica, Sl. Gradec                                        | ŠT                | Německá lid. str.                                                                    | Zemř. 1905. |
| Wolkenstein-Trostburg W.         | VS (nefideikomis.)               | Praha                                                                    | ČE                | Český konzervativec                                                                  | |
| Wrabetz Karl                     | M                                | Vídeň, I. okres                                                          | DR                | Německá pokrok. str.                                                                 | |
| Zaffron Josip                    | NZ                               |                                                                          | DA                | Chorvatský nár. kand., Jihoslovanský klub                                            | |
| Zázvorka Antonín                 | VO                               | Jičín, Hořice, Jilemnice, Semily atd.                                    | ČE                | Český agrárník                                                                       | |
| Zedtwitz Karl Max                | VS (nefideikomis.)               | Budějovice                                                               | ČE                | Český konzervativec                                                                  | |
| Zedtwitz Karl Moritz             | VS (nefideikomis.)               | Cheb                                                                     | ČE                | Ústavověr. velkostatk.                                                               | |
| Zehetmayr Johann                 | VO                               | Schärding, Eferding                                                      | HR                | Katol. konzervativec, Klub středu                                                    | Zemř. 7. 1. 1906. |
| Zimmer Josef                     | VO                               | Olomouc, Šternberk, Šumperk                                              | MO                | Německá lid. str.                                                                    | |
| Zuleger Theodor                  | VO                               | K. Vary, Jáchymov, Kadaň atd.                                            | ČE                | Německá pokrok. str. (agrárník)                                                      | Nastoup. 28. 11. 1905 místo F. Kliemanna.                                                                            |
| Żyguliński Michał                | VŠ                               | Tarnow, Brzesko, Bochnia atd.                                            | HA                | Ofic. polský kand.                                                                   | |
| Žáček Jan                        | M                                | Holešov, Bystřice, Vsetín atd.                                           | MO                | Staročech, Klub č. poslanců                                                          | |
| Žičkar Josip                     | VŠ                               | Celje, Sl. Konjice, Sl. Gradec atd.                                      | ŠT                | Slovin. katol. nár. str., Slovanský střed                                            | Zemř. 27. 9. 1905.                                                                                                   |
| Žitnik Ignacij                   | VO                               | Postojna, Logatec                                                        | KR                | Slovin. katol. nár. str.                                                             | |